# RAAF Base Edinburgh

i7
i11
i13
RAAF Base Edinburgh (ICAO-Code: YPED) ist ein Militärflugplatz der Royal Australian Air Force 25 km nördlich des Zentrums von Adelaide im Bundesstaat South Australia. Es ist Heimat der Überwachungsflugzeuge der australischen Luftwaffe vom Typ P-8A Poseidon.
Mitunter gelangen Einsätze der australischen Seefernaufklärer auch in die Weltpresse, meist im Zusammenhang mit Segelsportveranstaltungen. So entdeckten Edinburghs Crews unter anderem gekenterte Yachten von Einhandseglern bei der Ausgabe 1996/1997 des Vendée-Globe-Rennens und waren auch bei der 1998er Sydney-Hobart-Regatta im Einsatz, die mehrere Segler das Leben kostete.

## Geschichte
Die RAAF Basis Edinburgh befindet sich, zusammen mit der Defence Science and Technology Organisation (DSTO), auf dem Gelände einer ehemaligen Munitionsfabrik namens Salisbury aus der Zeit des Zweiten Weltkrieges, die dort von 1942 bis 1945 in Betrieb war.
Im Jahr 1946 vereinbarten die Regierungen von Australien und dem Vereinigten Königreich ein gemeinsames Projekt zum Test von Lenkwaffen und der Einrichtung eines Übungsgeländes für Langstreckenwaffen. Das Salisbury Gelände wurde als Hauptquartier auserkoren und das Testgelände entstand in Woomera. Der Flugplatz wurde 1954 fertiggestellt und nach dem Gemahl der Königin, dem Duke of Edinburgh, genannt. Prinz Philipp persönlich eröffnete die Einrichtung.
In den ersten Jahren der Waffentests waren mehr als 2.000 britische Militärangehörige in Edinburgh, Woomera und Maralinga stationiert. Der letzte britische Soldat wurde erst 1976 abgezogen.
Die ersten 15 Angehörigen der RAAF trafen mit Einrichtung des Hauptquartiers am 17. Januar 1955 ein. Ab 1964 verlegte die 1. Recruit Training Unit von RAF Base Wagga kommend nach Edinburgh und 1968 schließlich landete die erste von zehn P-3B Orion der 11. Squadron auf ihren neuen Heimatflugplatz. Im Jahr 1977 wurde zur Schulung eine Operational Conversion Unit, die 292. Squadron, aufgestellt und zwischen 1978 und 1979 erhielt die bis dahin mit dem Vorgängermodell SP-2H Neptune ausgerüstete und in RAAF Base Townsville liegende 10. Squadron zehn weitere Orion der Nachfolgeversion P-3C. Zu Beginn des Jahrtausends wurden die P-3C zur AP-3C modernisiert.
Zwischen 2008 und 2011 wurde die Basis ausgebaut, um das seinerzeit noch in Darwin stationierte 7. Battalion Royal Australian Regiment der Armee aufzunehmen, dass 2010/11 nach Edinburgh verlegt wurde. Modernisiert wurde auch das Woomera-Gelände.
Die 11. Squadron beendete 2016 den Orion-Flugbetrieb und eine Crew der 11. Staffel überführte im November 2016 das erste Exemplar des Nachfolgemodells P-8A Poseidon nach Australien. Im März 2018, zu diesem Zeitpunkt waren sechs P-8A ausgeliefert, wurde die vorläufige Einsatzbereitschaft erlangt. Ende 2023 wurden die letzten AP-3C auch bei der 10. Squadron außer Dienst gestellt.

## Heutige Nutzung
Die Hauptaufgabe der beiden fliegenden Staffeln als Teil des 92. Geschwaders (92. Wing) ist die Überwachung des gesamten australischen Flugraumes über dem Festland und den weiträumigen Seegebieten um Australien. Neben den beiden Aufklärer-Einsatzstaffeln, der 10. und 11. Squadron sowie der zugehörigen Umschuleinheit 292. Squadron unterstehen der für die Weiterentwicklung von Waffensystemen verantwortlichen Aircraft Research and Development Unit in jeweils geringer Stückzahlen einige der im Truppendienst stehenden Flugzeugtypen. Hierzu zählen auch Helikopter der Australian Army. Andere Luftfahrzeugmuster werden von den Einsatzstaffeln ausgeliehen. Zukünftig soll die 9. Squadron als Betreiber von MQ-4C reaktiviert werden. Die Bodenstationen befinden sich in Edinburgh während die Drohnen selbst von Tindal aus eingesetzt werden.
Hinzu kommen eine Vielzahl anderer regulärer Einheiten zur Wahrnehmung der Aufgaben des Stützpunktes. Hierzu zählen das flugmedizinische Institut sowie Einheiten zur elektronischen Kriegsführung und Informationsbeschaffung. Mit der 24. (City of Adelaide) Squadron ist schließlich noch eine Reserveeinheit auf der Basis stationiert, die insgesamt ca. 2000 Soldaten und Zivilangestellte beschäftigt. Administrativ untersteht RAAF Base Edinburgh nach wie vor das Woomera-Testgelände.
Neben den RAAF-Einheiten ist hier mit dem 7. Battalion Royal Australian Regiment auch ein Verband der Australian Army stationiert.

## Zukunft
Die verbliebenen P-3 sollen durch ab 2023 sechs MQ-4C ersetzt werden. Die Drohnen werden in Edinburgh stationiert mit RAAF Base Tindal als vorgeschobener Einsatzbasis. In beide Stützpunkte werden hierzu insgesamt 346 AUD investiert.